# ریک پترسن-اشمیت
ریک پترسن-اشمیت (دانمارکی: Rikke Petersen-Schmidt؛ زادهٔ ۱۴ ژانویهٔ ۱۹۷۵) بازیکن هندبال اهل دانمارک بود.
از افتخارات وی میتوان به کسب دو مدال طلا به‌همراه تیم ملی هندبال زنان دانمارک در بازی‌های المپیک تابستانی ۲۰۰۰ و بازی‌های المپیک تابستانی ۲۰۰۴ اشاره کرد. 